# Blood Inside
Blood Inside är det sjätte fullängds studioalbumet av det norska black metal-bandet Ulver. (Dessutom har bandet spelat in två soundtrack-album). Albumet utgavs 2005 av skivbolaget Jester Records.

## Låtförteckning
1. "Dressed in Black" – 7:06
2. "For the Love of God" – 4:11
3. "Christmas" – 6:15
4. "Blinded by Blood" – 6:22
5. "It Is Not Sound" – 4:37
6. "The Truth" – 4:01
7. "In the Red" – 3:30
8. "Your Call" – 6:07
9. "Operator" – 3:36

- Text spår 2: William Blake
- Text spår 3: Fernando Pessoa
- Musik spår 5: Johann Sebastian Bach (coda)

## Medverkande
Musiker (Ulver-medlemmar)
- Trickster G. (Kristoffer Rygg)
- Tore Ylwizaker (Tore Ylvisaker)
- Jørn H. Sværen

Bidragande musiker
- Håvard Jørgensen – gitarr (spår 1, 2, 8)
- Bosse – sologitarr (spår 2)
- Knut Aalefjær – trummor, percussion (spår 2, 3, 9)
- Mike Keneally – gitarr (3, 9)
- Andreas Mjøs – vibrafon (spår 4, 7)
- Maja S. K. Ratkje – kör (spår 8)
- Jeff Gauthier – violin (spår 8)
- Czral (Carl-Michael Eide) – trummor (spår 8)

Produktion
- Ulver – producent
- Ronan Chris Murphy – producent, ljudtekniker, ljudmix
- Audun Strype – mastering
- Trine Paulsen – omslagskonst
- Kim Sølve – omslagskonst